# Лопата Василь Іванович
Василь Іванович Лопата  (*28 квітня 1941, с. Нова Басань Бобровицького району) — український художник і прозаїк. Член Національної спілки художників України (1971), Національної спілки письменників України (2006). Лауреат Національної премії ім. Т. Г. Шевченка (1993), народний художник України (2001), лауреат літературної премії імені Олеся Гончара (2007), лауреат літературно-мистецької премії імені Лесі Українки (2008).
У співавторстві з Б. Максимовим створив дизайн перших українських гривень.

## Життєпис
Народився в селянській родині. Батько, Іван Миколайович Лопата, працював директором будинку культури. Талановитий самородок, він не мав спеціальної освіти, але акторський, вокальний, художницький хист, ентузіазм і любов до своєї справи дозволяли ставити спектаклі, грати в них головні ролі, співати, писати декорації. На початку Великої Вітчизняної війни був мобілізований на фронт і загинув у Сталінграді у 1942 році у віці 33 років. Його незнайомий образ завжки супроводжував малого Василя. В. Лопата у свіїй книзі «Десь на дні мого серця» писав 
| Батько… Його відсутність вплинула на формування мого характеру, особистості чи не більше, ніж реальні обставини. Тато… Я ні до кого в своєму житті не звертався з цим простим і таким необхідним словом. А мені так хотілося, так цього бракувало!.. Звідти, з мого пораненого дитинства, пішла тріщина через усе моє життя. |
Мати, Ганна Антонівна Лопата (Кучерина) — селянка, колгоспниця, винесла на свої плечах непомірний тягар вдівства, виснажливої праці. Сама ростила двох синів. Якийсь глибинний зв'язок існував між суворою, скупою на ласку матір'ю і Василем. За її життя він сором'язливо ховав свою любов до неї і зізнався лише на папері: 
| Мамо, мамо! Я нічим не віддячив вам за ваш подвиг жити... Ваша покалічена доля мучить мене як докір за всі радощі, що дісталися мені... |
Василь Лопата зробив десятки портретів матері, які зібрав у персональній виставці в Києві «Мамине святе ім'я» (2009).
Надзвичайний вплив на формування особистості В.Лопати мала бабуся, батькова мати, Наталя Остапівна Лопата. Без будь-яких наставлянь, тенденційних засобів виховання, вона власним прикладом навчала доброти, моральності, самовідданості. 
| Я думаю, вона була ідеальним взірцем християнки, коли любов до ближнього не вихована або продиктована страхом перед Божим покаранням, а природно, невід"ємно притаманна їй, як обличчя, колір очей тощо. |
Інтерес і потяг до мистецтва виявився у В. Лопати ще в ранньому дитинстві. Вдалий, на його погляд, малюнок, зроблений на печі, чомусь не викликав захвату матері — і хлопця було покарано. Але ніщо не могло зупинити потребу в творчості, мати зрозуміла це і більше не перешкоджала.
З 1948 В. Лопата відмінно навчався в Ново-Басанській середній школі. У 1955, всупереч своєму бажанню, але по волі дядька, брата матері, був зарахований не в художню школу, а в Майнівський зоотехнічний технікум, який закінчив з «червоним» дипломом у 1959, здобувши непотрібну йому спеціальність молодшого зоотехніка. Кожну хвилину, вільну від нудного, чужого йому навчання, Василь малював, готувався і успішно склав екзамени до Київського училища декоративного і прикладного мистецтва, які збіглися в часі з випускними екзаменами у Майнівському зоотехнікумі. Скромний, сором'язливий хлопець раптом виявив неабияку сміливість і наполегливість у досяганні своєї мети.
Навчання в художньому училищі тривало недовго: у 1961 Василь Лопата був мобілізований у лави радянської армії, де служив у піхотних військах і завершив службу у званні єфрейтора. І знов складну армійську службу поєднував з малюванням. Товариші охоче позували йому, і солдат наважився вступати, минаючи художнє училище, одразу до Київського державного художнього інституту (зараз Національна академія образотворчого мистецтва та архітектури), куди і був зарахований у 1964 році.
Навчання давалося важко, адже, на відміну від своїх однокурсників, В. Лопата не мав системної попередньої освіти. Але фанатична працездатність і майже релігійна відданість мистецтву допомагали долати труднощі.
Дитяча мрія почала наближатися, коли студента В. Л. було прийнято у книжкову майстерню професора В. І. Касіяна.
Шість років занять завершилися високо оціненою дипломною роботою — блискучим циклом з десяти дереворитів на тему українських народних дум, зарахуванням до Творчих майстерень Академії художеств СРСР під керівництвом Народного художника М. Г. Дерегуса і першою груповою виставкою (Ю. Бондаренко, В. Лопата, О. Ніколаєць) у Товаристві дружби і культурних зв'язків із зарубіжними країнами (1970).
Почалась самостійна творча робота: республіканські, всесоюзні виставки, ілюстрування книжок. Молодому художнику щоразу треба доводити свою професійну спроможність, і поступово він завойовує право на більш складні та відповідальні замовлення.
У видавництві «Веселка» В. Лопата з власної ініціативи, не розраховуючи на відповідний гонорар, виконав 16 ксилографій до роману В. Шевчука «Побратими» (1971). Цю роботу було не тільки одностайно схвалено, але й удостоєно Диплома ІІ ступеня на Республіканському та III ступеня на Всесоюзному конкурсі мистецтва книги, а також передруковано в Мельбурні (Австралія) й використано для настінного календаря в Канаді.
У цьому ж 1971 році В. Лопату було прийнято в члени Спілки художників України.
Більше року (1973) було віддано єдиній в українській графіці серії кольорових (у 8–9 дощок!) ліногравюр «Українські народні думи». Добре «прозвучали» й ілюстрації до «Каменярів» І. Франка (1975). Олесь Гончар був дуже задоволений ілюстраціями до його «Прапороносців» (1973) і «Таврії» (1978), виконаними В. Лопатою. Високу оцінку та республіканський і всесоюзний дипломи здобула поетична серія кольорових ліноритів до українських балад (1981).
П'ять років (1987—1992) присвятив художник ілюструванню великої книги українського народу «Кобзаря» Т. Шевченка. За цю роботу В. Лопата був удостоєний звання лауреата Національної премії імені Тараса Шевченка. «…він (Лопата) — глибокий психолог і знавець народної душі, народного характеру, бо сам — частина цього народу. Його любов до України до національного — не поза, не ідея, не умоглядний висновок, а пристрасть, поклик душі, натхнення…», це слова народного художника СРСР, лауреата премії ім. Тараса Шевченка М. Г. Дерегуса.
Віхою у творчому доробку художника стала серія «Слово о полку Ігоревім», відзначена Дипломом Академії художеств СРСР і придбана кількома музеями України та Росії. «Лопата пішов своєрідним шляхом, що глибинно і містко відтворює ідею, стиль, природну тканину „Слова“. Він намагався (дуже вдало!) поєднати сюжет із символіко-метафоричним рядом. Система образів, тональність, міфологічність якнайкраще відтворюють дух поеми… вражають своєю монументальністю, значущістю. І зовсім не розмір сприяє тому, а саме гармонійне, переконливе, майстерне поєднання ідеї, задуму і засобів вираження…» (Г. Якутович).
Василю Лопаті випала велика честь і радість працювати над художнім образом української гривні, вперше запровадженої у нашій незалежній країні (1991). О. Федорук писав 
| Лопата… прийшов до творення національної валюти як мистець-патріот, що має відчуття історичної справедливості і розуміння величі діянь, свідками яких ми є сьогодні. Художньо оформлені Василем Лопатою гривні мають своє історичне життя. Вони досконалі артистично, з глибоким ствердженням національної суті й означенням вершинних діянь і покликів української історії та культури, розвитком історизму та української духовності… |
Художник невтомно шукав, перероблюючи десятки варіантів портретів, пейзажі, орнаменти, а коли остаточні було затверджено і виконано, здійснював авторський нагляд за гравіруванням на канадській фірмі Canadian Bank Note Company.
Іван Заєць: 
| Василь Лопата — митець великої ідеї, національної ідеї… Підхід Василя Лопати до праці над мистецьким оформленням гривні позначений великою пристрастю і…справжнім державницьким підходом… це яскравий приклад космічної енергії української державності, її впливу на національну українську душу… |
Василь Лопата багато подорожував, у деякі країни кілька разів: Польща, Югославія, Індія, Італія, Франція, Канада, США, Іспанія. Ці поїздки не просто задовольняли його туристські інтереси, але й впливали на особисте і творче життя. Найбільше позначилися на подальшій долі поїздки до Італії, результатом яких стало прийняття хрещення його дружиною у віці 47 років, обряду вінчання після 25 років подружнього життя, три незабутні зустрічі з Папою Іоанном Павлом ІІ, чий портрет В. Лопата виконав і особисто доручив Святішому отцю.
У своїй книзі «Кажу, як на сповіді» В. Лопата писав 
| Усе мистецтво, зібране тут і вплавлене в повсякденне життя, раптом заговорило до мене не тільки мовою краси (вона наче стала вторинною), а й своїм первісним, одвічним, релігійно змістовним наповненням. Переконуюче, сугестивне мистецтво ставало приводом для діалогу про Вічне, Суттєве, і я довірливо, як дитина, йшов назустріч містичному, невисловлюваному, незбагненному. У мені народжувалось нове релігійне почуття, я з подивом прислухався до нього, боячись утратити… |
У цей період формується новий світогляд, у творчості з'являються нові теми: портрети (33) Київських і Галицьких митрополитів, серії «Українські святі» (1993), «Хресний шлях України» (1993), «До життя і воскресіння» (1993), в живописі: «Благовіщення» (1998), «Таємна вечеря» (1998), «Моління про чашу» (1999), «Зречення Петра» (2001).
В. Лопата двічі звертався до творчості М. Гоголя: «Страшна помста» (1993—1994) і «Тарас Бульба», що витримав два видання: Київ, «Владослов», 2006 і Днепропетровск, ОАО «Днепркнига», 2006, а художник був нагороджений літературно-мистецькою премією імені Лесі Українки (2008).
Станкова серія чорно-білих ліноритів «Маруся Чурай» була виконана у 2000—2001 роках.
У 2001 році Василь Лопата удостоєний звання Народного художника України.
У 1994 році внаслідок хвороби, що загострилася, Василь Лопата поїхав до США. Це не була еміграція, він був і лишається громадянином України, просто виникла можливість холодну осінь і зиму перебути в кліматі, який благотворно впливає на астму. Але фізичне покращення на березі Тихого океану не позбавляло від нестерпної ностальгії, туги за Україною. Він забувається роботою, пише велику кількість пейзажів, не каліфорнійських, а рідної Чернігівщини, Полтавщини, Київщини, рисує портрети П. Мовчана, I. Зайця, Л. Талалая. В. Ар'єва, В. Чорновола, С. Фіцича та ін.
А ще чужа йому Америка спричинила спонтанний потяг до письменства. В. Лопаті й раніше доводилось писати — це стаття в книзі «Господь — сила народу Свого» (Львів, 1996), книга про роботу над створенням української гривні «Надії та сподівання або метаморфози гривні» (Київ, «Дніпро», 2000), статті про колег, друзів: М. Дерегуса, Г. Якутовича, М. Стороженка, M. Кочубея та ін. Але на чужині стало потребою повернутись хоча б уявно в рідне середовище, осмислити своє життя, свої витоки. Так виникла автобіографічна трилогія «Десь на дні мого серця» (Київ, «Дніпро», 2001), «Дорогу Свою покажи мені, Господи» (Київ, «Анна-Т», 2005) і «Кажу, як на сповіді» (Київ, «Мистецтво», 2011). Усі книги проілюстровані вишуканими рисунками автора.
У 2006-му В. Лопату прийнято до Національної спілки письменників України, а в 2007-му він здобув літературну премію імені Олеся Гончара за книгу «Дорогу Свою покажи мені, Господи».
23 липня 2021 у Літературно-меморіальному музеї-квартирі Павла Тичини урочисто відкрилася виставка «Я твій, Україно, навіки!», приурочена до 80-річчя Василя Лопати. Виставка сформована на основі власних фондових робіт музею-квартири Павла Тичини і наданих на період експонування робіт Національним музеєм Тараса Шевченка та Музеєм гетьманства.

## Освіта
- 1970 — закінчив Київський художній інститут (майстерня професора В. Касіяна),
- 1970—1972 навчався у творчих майстернях Академії мистецтв СРСР (професор М. Дерегус).

## Творчість

### В образотворчому мистецтві
В. Лопата створив близько 700 творів образотворчого мистецтва. Працює в жанрі графіки та живопису. Основні твори:
- гравюри:
  - ілюстрації до українських народних дум (1970),
  - ілюстрації до книг:
    - п'ятитомного видання творів В. Кучера /«Устим Кармалюк», «Чорноморці», «Прощай, море», «Трудна любов», «Голод» (1970-1971),
    - B. Шевчука «Побратими» (1972),
    - О. Гончара «Прапороносці» (1976) i «Таврія»(1978),
    - І. Франка «Каменярі» (1976),
    - «Українські балади» (1981),
    - «Слово о полку Ігоревім» (1986),
    - Т. Шевченка «Кобзар» (1992),
    - М. Гоголя «Страшна помста» (1993) i «Тарас Бульба» (2006),
    - «Історія України в народних думах та піснях» (1993),
    - історичної поеми Дмитра Павличка «Петрик» (1994),
    - «Господь — сила народу свого» (1996);
- станкові серії:
  - триптих за творами Лесі Українки (1971),
  - «Життя і творчість Г. Сковороди» (1972),
  - «Сільські будні» (1984),
  - «Портрети київських і галицьких митрополитів» (1990—1992),
  - портрет Папи Іоанна-Павла ІІ (1993);
- серії
  - «Хресний шлях України» (1992),
  - «До життя та воскресіння» (1992),
  - «Маруся Чурай» (2000);
- живопис:
  - «Я знаю шлях» (1995), «Вічний поклик» (1996), «Благовіщення» (1998), «Таємна вечеря» (1998), «Крик» (1998), «Викрадення Європи» (1998), «Моління про чашу» (1999), «Мрія» (2004), «Купальський вінок» (2007), «Ностальгія» (2010)

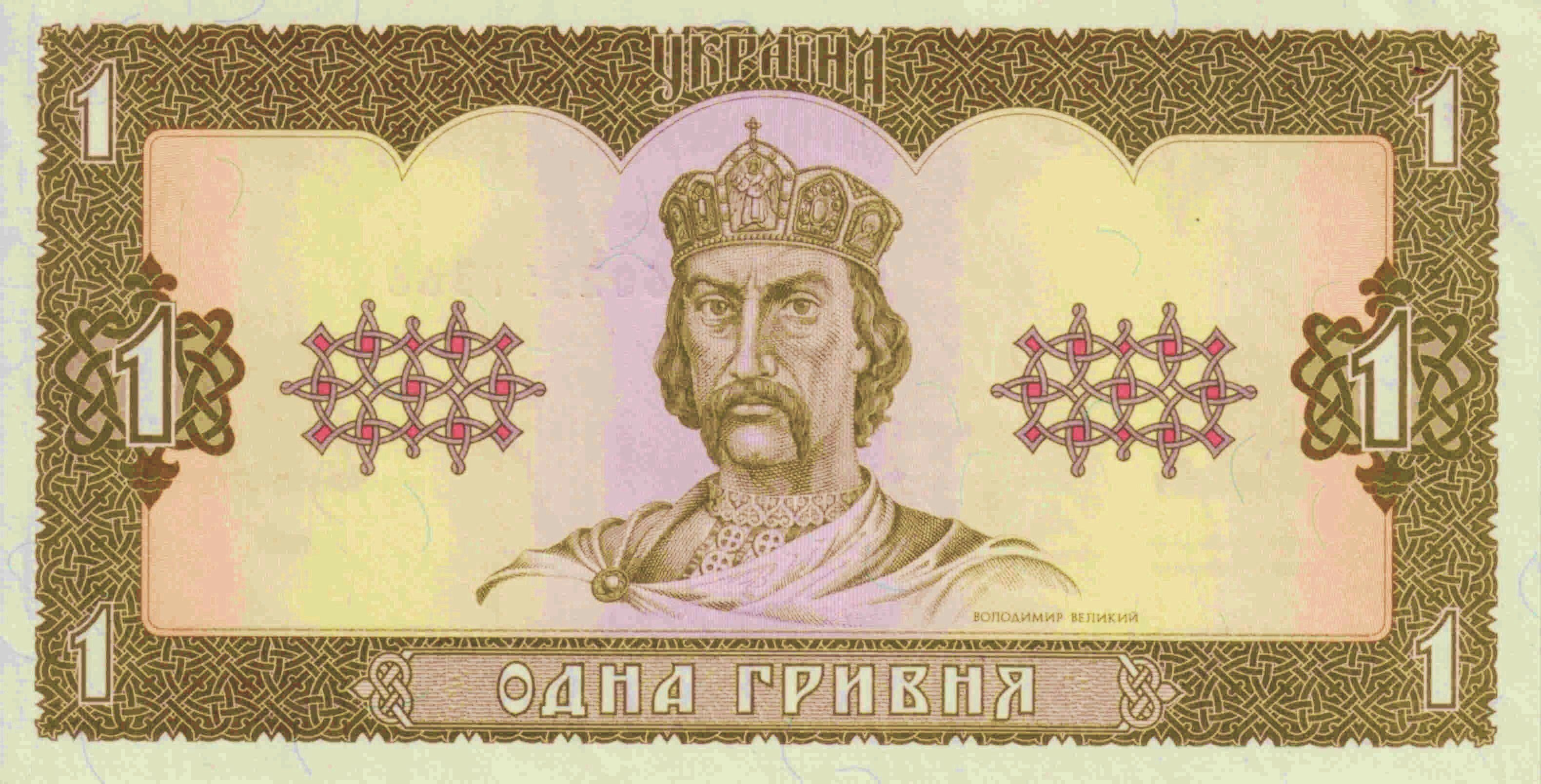
Одна гривня. У співавторстві з Б. Максимовим

- оформлення українських гривень: портрети, пейзажі, орнаменти (1991).
- оформлення дипломатичного паспорту (1991), українського паспорту (1993).
- плакати: «Боже Великий Єдиний, нам Україну храни» (1992), «Зміцнімо діаспору — допоможемо Україні» (1994);
- рисунки, листівки, екслібриси.

Репродукція картини Василя Лопати використана для ілюстрування першої сторінки обкладинки книги поезій Тетяни Череп-Пероганич «Ліки для душі» (2013).

### Літературна творчість
Є автором книг:
- «Надії та розчарування, або метаморфози гривні» — Київ, «Дніпро», 2000,
- Автобіографічні повісті:
  - «Десь на дні мого серця» — Київ, «Дніпро», 2001,
  - «Дорогу Свою покажи мені, Господи» — Київ, «Анна — Т», 2005,
  - «Кажу, як на сповіді» — Київ, «Мистецтво», 2011.

## Музеї та збірки, в яких зберігаються твори Василя Лопати

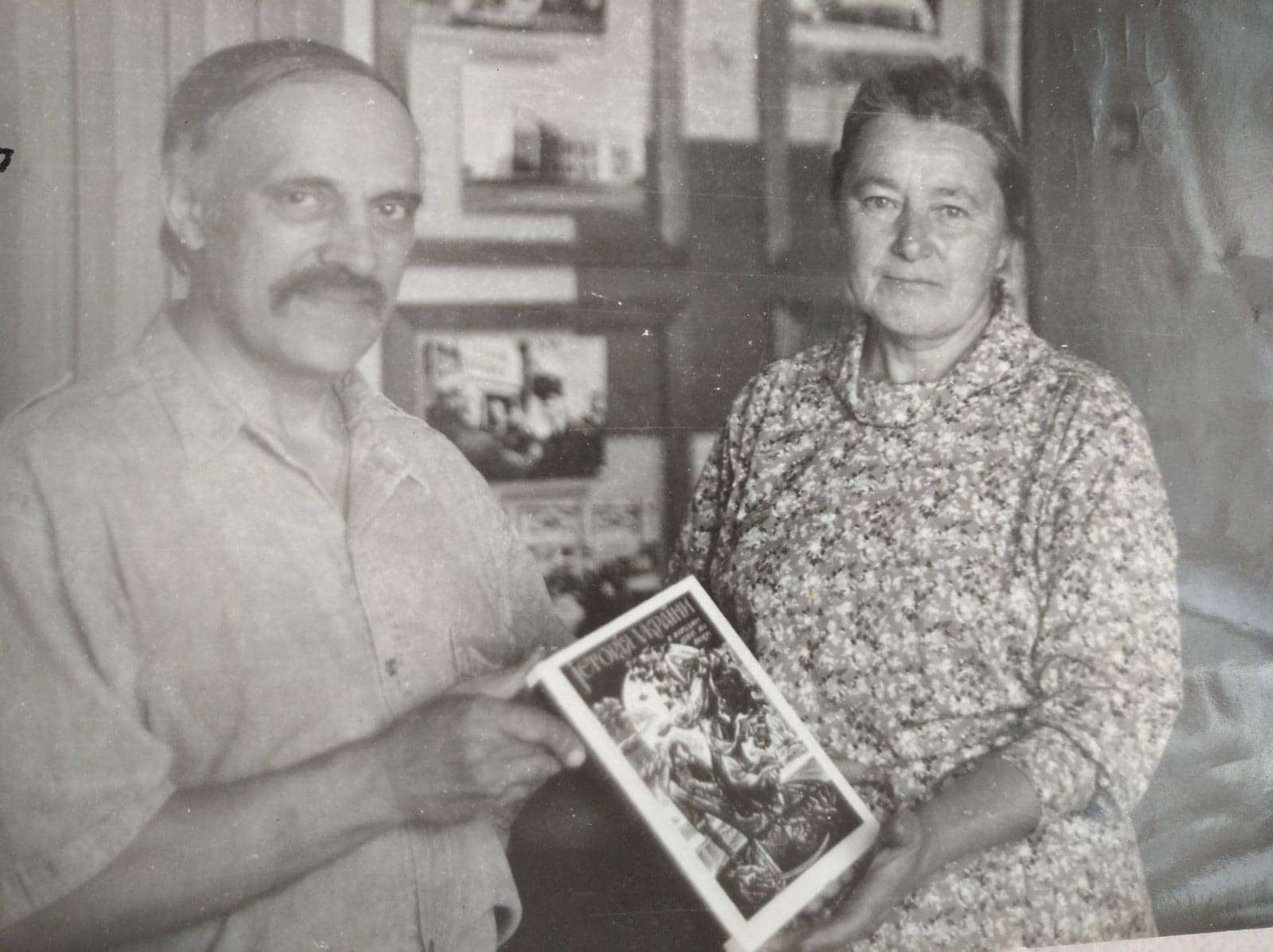
Василь Лопата дарує свою роботу народному історико-краєзнавчому музею в селі Козари Носівського району Чернігівщини. В цьому селі, у родині брата Андрія провела останні роки життя їхня матір. Праворуч — директор і засновниця музею Лідія Харченко.

- Національний художній музей України, Київ
- Національний музей Тараса Шевченка, Київ
- Центральний державний архів-музей літератури і мистецтва України, Київ
- Музей народної архітектури і побуту, Київ
- Музей історії Києва
- Музей гетьманства, Київ
- Літературно-меморіальний музей-квартира П. Г. Тичини
- Канівський музей Тараса Шевченка
- Історичний музей, Чернігів
- Чернігівський обласний художній музей ім. Г. Галагана
- Дніпропетровський художній музей
- Сумський художній музей
- Полтавський художній музей
- Державний літературний музей (Одеса)
- Новгород-Сіверський історико-культурний музей-заповідник, Чернігівська область
- Путивльський державний історико-культурний заповідник, Сумська область
- Третьяковська галерея, Москва, Росія
- Музей-квартира О. Пушкіна, Санкт- Петербург, Росія
- Магнітогорська картинна галерея, Росія
- Єкатеринбурзька картинна галерея, Росія
- Музей «Слова о полку Ігоревім», Ярославль, Росія
- Відділ гравюр Бібліотеки США, Вашингтон
- Український музей Канади, Торонто
- Український музей, Нью-Йорк, США
- Український національний музей, Чикаго, США
- Музей Стенфордської єпархії УГКЦ, Стенфорд, США
- Український Музей, Рим, Італія
- Приватні та громадянські збірки України, Великої Британії, Італії, Канади, Німеччини, Росії, США, Франції, Швейцарії.

## Родина
Є молодшим братом автора двох книг Андрія Лопати. Ілюстрував його книгу «Кара Перуна».
Дружина — Лопата Регіна Володимирівна, викладач фортепіано, донька Ольга (1972), художник, графік-дизайнер та онук Ніко Деніел Лопата-Ебру.
Ольга Лопата
Народилася в 1972 в Києві, художник, графік-дизайнер. З чотирьох років відвідувала мистецькі школи в Україні. у п'ятирічному віці перемогла у хужожньому конкурсі в Празі. З 1983 по 1989 відвідувала Республіканську художню школу в Києві. Має кілька відзнак, брала участь у мистецьких виставках в Україні, Канаді і США. Навчалася в Київській академії мистецтв за фахом ілюстратор книжок. Продовжила навчання в США, в Academy of Art College і Platt College у Сан Франциско. З 1994 живе і працює в Каліфорнії (США).
Є автором англомовного художнього альбому «The Music Within», Prometeus Press, опублікованого в Україні в 2002. Альбом містить 42 сторінки. Передмову написала Julie Gesin.

## Відзнаки
- 1979 — Заслужений художник України.
- 1982 — Нагороджений Орденом «Знак Пошани».
- 1989 — Диплом І ступеня Академії художеств СРСР.
- 1989 — Лауреат міжнародної премії з екслібрису (Англія).
- 1993 — Лауреат Національної премії імені Т. Шевченка.
- 1998 — Лауреат Першої премії Промінвестбанку України.
- 2001 — Народний художник України.
- 2007 — Лауреат літературної премії імені Олеся Гончара.
- 2008 — Лауреат літературно-мистецької премії імені Лесі Українки.

Василь Лопата — почесний громадянин міст Вінніпега та Брандона (Канада).